# Bymainiella monteithi
Bymainiella monteithi is een spinnensoort uit de familie Hexathelidae. De soort komt voor in Queensland en New South Wales.